# New Balance
 (транскр.  Њу баланс) амерички је произвођач спортске опреме са седиштем у Бостону. Један је од највећих произвођача спортских патика на свету.